# モンゴルのヴォルガ・ブルガール侵攻
モンゴルのヴォルガ・ブルガール侵攻（モンゴルのヴォルガ・ブルガールしんこう）は1223年に始まったモンゴルによるヴォルガ・ブルガールへの侵攻。この時はモンゴルを退けたヴォルガ・ブルガールであったが、1236年のバトゥによる征西軍による攻撃では主要都市を破壊され大打撃を受けた。

## モンゴルの攻撃

### 1223年
ヴォルガ・ブルガールがモンゴル人の軍団と遭遇したのは1223年のことであった。スブタイおよびジェベの率いるモンゴル帝国軍は、ホラズムを出てカフカスを迂回し、キプチャク草原に入って5月31日のカルカ河畔の戦い（現在のウクライナ東南部ドネツィク州付近）でルーシ諸国とキプチャクの連合軍を大敗させた。この時点で、チンギス・ハンの軍は負け知らずであった。彼らは分隊をヴォルガ川を遡ったところにあるヴォルガ・ブルガールへと派遣した。しかしその年の秋、ヴォルガ・ブルガール南部のケルネク（現在のサマーラ州の、ヴォルガ川屈曲部付近）で、ヴォルガ・ブルガールはモンゴル軍を大敗させた（サマラ屈曲部の戦いあるいはケルネクの戦い）。ブルガールの王（iltäbär）、ガブドゥッラー・チェルビル（Ghabdulla Chelbir）率いる軍は、モルドヴィン人の公（inäzors）であるプレシュ（Puresh）およびプルガス（Purgaz）の軍と連合し、スブタイ軍を待ち伏せしてさんざんに打ち破ったという。この戦いについてはブルガールの口承による部分が多く、戦いの実際や被害については不明な点も多い。この戦いの後、モンゴル軍は中央アジアに戻り、ブルガールには戻らなかった。

### 1229年-1232年
1229年、モンゴル軍はククダイ（Kukday、Кукдай）とブベデ（Bubede、Бубеде）の指揮の下、再びブルガールに侵攻してきた。この戦いでは、ウラル川のブルガールの前哨を破ってウラル上流の渓谷を占領している。
1232年には、モンゴル騎兵軍がバシキリア南東部を征服し、ヴォルガ・ブルガールの南部をも手に入れた。
1235年、ハンガリーのドミニコ会托鉢修道士ユリアヌス（Friar Julian, ハンガリー語: Julianus barát）は、東方の故郷に残ったとされるマジャール人を探すためウラル山脈方面へと旅に出て、テュルク系遊牧民ブルガール人がヴォルガ川中流域に建てた国家ヴォルガ・ブルガールにたどり着いた。彼はヴォルガ・ブルガールの首都から数日の場所にマジャール人らしき人々がいると教えられ、その人々と会い会話がかろうじて通じることを確認したという。マジャールの故郷を確認したユリアヌスは、「タタール」という東方の恐ろしい民族の噂を聞きながらハンガリーへ戻った。

### 1236年
この危機にあたり、内戦を続けていたヴォルガ・ブルガールの武将や首長たちは、共通の敵に対して連合を組むことに失敗していた。そこへ1236年の大規模侵攻が起こる。バトゥ率いるヨーロッパ遠征軍がイリ渓谷を出てまずヴォルガ・ブルガールに襲い掛かり、首都ビリャルに45日間にわたる攻城戦（ビリャル包囲戦）を展開、これを陥落させ市民数万と守備軍を全員処刑した。さらにブルガール、スアル、ジュケタウをはじめ、主だった都市や要塞を陥落させた。住民の多くは殺されるか奴隷に売られていった。ブルガールの武将たちは次々とモンゴル軍に帰順した。
ユリアヌスは、前回の訪問から2年後の1237年にヴォルガ・ブルガールを再訪した。しかし、そのときにはすでに廃墟しか残っていなかった。ユリアヌスは、ハンガリーに「タタール」の危機が迫っていることを知らせるために急いで戻ったという。

### 反乱と服属
モンゴル軍がヴォルガ・ブルガールを離れてルーシ侵攻に着手すると、帰順したはずのヴォルガ・ブルガールの武将らは反乱を起こした(例えばバヤンとジクによる反乱 Rebellion of Bayan and Cik）。またキプチャクのオルベルリ部（олбурлик、Kimek Khanate）の首長バチュマン（Baçman）もヴォルガ流域で盛んに反乱を起こした。しかし、ルーシ侵攻中のバトゥやモンケ、スブタイらがこれを制圧した。
ヴォルガ・ブルガールはジョチ・ウルス（金帳汗国）の一部に編入され、ジョチ・ウルス支配下でいくつもの公国に分割された。これら小さな公国はおのおの自治を享受し、ジョチ・ウルスへの貢納を行う属国となった。

## 人口の移動
研究によれば、この征服活動でヴォルガ・ブルガールの人口の8割が殺されたというものもある。残った人口の多くは北へ移動した。
ヴォルガ・ブルガールの生き残った農民たちは、ステップ地帯を離れて移住させられ、多くの人々がウラル山脈から流れるヴォルガの東側の大きな支流カマ川沿い、およびその北方の土地（現在のチュヴァシ共和国およびタタールスタン共和国の範囲）に移住した。マリ人がしばらく前から住んでいたヴォルガ川とカザンカ川合流点のカザン周辺も、新しいブルガール文化の中心となり、後にカザン・タタールの人口の中心となった。これらの土地にブルガール人の公国が建てられ、自治を行うこととなった。
こうしてカザンおよびチャル（Çallı）がブルガールおよびタタールの新たな政治と交易と手工業の中心になり、モンゴル統治下の東西交易や農産物の集散で栄えるようになった。職人の多かったブルガール人の中には、ジョチ・ウルスの首都サライに移住させられた者もあった。
モンゴル襲来以前の都市のすべてが廃墟になったわけではなく、ブルガールやジュケタウなどの都市も再建され交易の中心となったものの、往時の人口や繁栄は取り戻せなかった。ブルガール人が住んでいたステップ地帯には、キプチャク人やモンゴル人などの遊牧民が代わって移り住み、農業は衰退した。

## 民族の変化
ヴォルガ・ブルガールの人口の多くはムスリムであった。このため、ブルガールを征服したモンゴル人や、移住してきたキプチャク人の多くがその影響を受けてイスラム教に改宗した。一方で、ジョチ・ウルスのムスリムが使う言葉はキプチャク語になってゆき、キプチャク語はヴォルガ・ブルガールのムスリムをはじめジョチ・ウルスの支配地域の貴族やムスリムにも受け容れられた。キプチャク語とブルガール語の混交によって、ジョチ・ウルスの書き言葉である古タタール語が生まれ、19世紀頃まで書き言葉として用いられてきた。ここから、現在のタタール語が生まれている。一方で、非イスラム教徒のブルガール人は14世紀頃までブルガール語を使い続け、ブルガール人が移り住んだカマ川流域の言語であったマリ語からも影響を受け、現在のチュヴァシ語となった。
ただし、モンゴル人の支配下においてもヴォルガ・ブルガールの民族構成（主にブルガール人、部分的にフィン人）には変化がなかったとする研究もある。また一方で、ヴォルガ・ブルガールにはキプチャク人やロシア人が移住させられ民族構成に変化があったという研究もある。
ヴォルガ・ブルガールのムスリム共同体は、自身を「ムスリム」（Möselmannar）と呼ばれることを好んだが、同じムスリムのキプチャク人と区別するためにブルガール語を使い続け、19世紀になるまでタタール人と自称しなかった。ロシアの文献も、古くはヴォルガ・ブルガールと遊牧民のタタール人とを区別していたが、後にテュルク系ムスリム一般を指してタタール人と呼ぶようになっている。

## その後
14世紀半ば、ブルガール人貴族が統治するヴォルガ・ブルガールのいくつかの公国はジョチ・ウルスからの独立性を高め、独自硬貨を作るまでになった。1420年代にはカザン・ウルス（カザン公国）が半独立状態になり、ジョチ・ウルスから亡命した王族を迎えてカザン・ハン国となった。1440年代にはヴォルガ・ブルガールの住む土地はすべてカザン・ハン国支配下となり、マリ人、チュヴァシ人の土地も併合した。バシキール人、ウドムルト人、モルドヴィン人など、経済的・政治的にヴォルガ・ブルガールの影響下にあった民族の領主らはカザン・ハン国の臣下となった。